# Eduard Bernstein

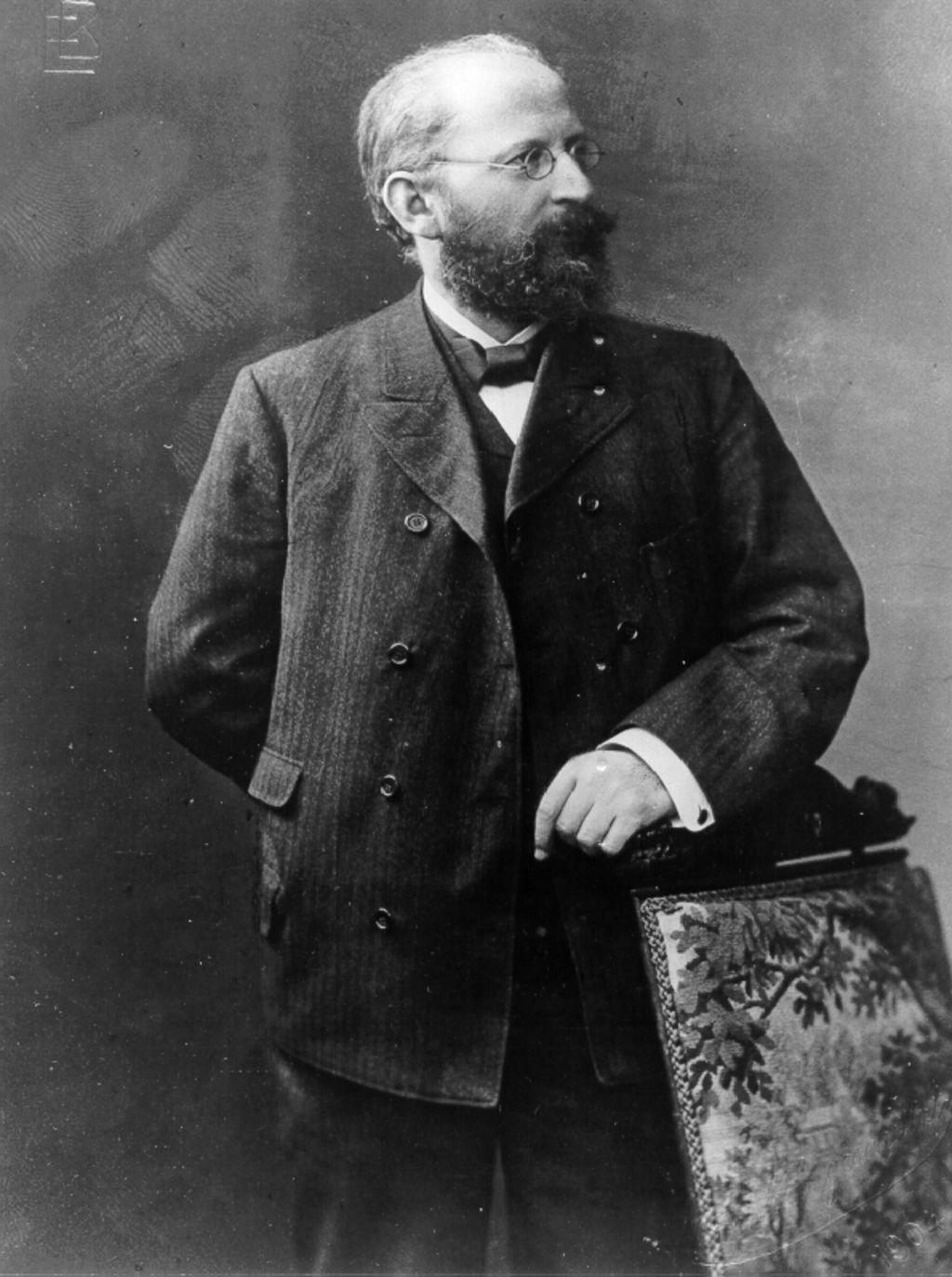
Eduard Bernstein 1895.

Eduard Bernstein (Berlijn, 6 januari 1850 - aldaar, 18 december 1932) was een Duits sociaaldemocratisch theoreticus en SPD-politicus. Bernstein staat bekend als grondlegger van het revisionisme of "evolutionair" socialisme.

## Levensloop
De vader en moeder van Eduard Bernstein waren Joods. Zijn vader verdiende de kost als treinbestuurder, zelf ging Eduard op zestienjarige leeftijd werken als bankbeambte. Dit werk bleef hij tot 1878 doen.
Bernsteins politieke carrière begon in 1872. In dat jaar werd hij lid van de Sozialdemokratische Arbeiterpartei, die net pas was opgericht in Eisenach. Samen met onder anderen August Bebel en Wilhelm Liebknecht organiseerde hij in 1875 de Einigungsparteitag, een bijeenkomst in Gotha waarop het door Ferdinand Lassalle opgerichte Allgemeiner Deutscher Arbeiterverein en de Sozialdemokratische Arbeiterpartei fuseerden tot de Sozialistische Arbeiterpartei Deutschlands (SAP). Uit deze bijeenkomst kwam het Gothaer programma voort, dat tot de totstandkoming van het Erfurter programma in 1891 de inhoudelijke en strategische lijn zou aangeven van de Duitse sociaaldemocratie.
Bij de verkiezingen van 1877 stemden ongeveer 493.000 mensen op de SAP. De machthebbers van het Duitse Rijk, met name rijkskanselier Bismarck, vreesden de opkomst van het socialisme. Na twee moordaanslagen op keizer Wilhelm I nam de Rijksdag op 19 oktober 1878 de eerste van een reeks wetten aan die het socialisme aan banden moesten leggen, de Socialistenwetten.
Bernstein emigreerde datzelfde jaar naar Zwitserland. Hij ging daarmee in op het verzoek van Karl Höchberg om secretaris te worden van Die Zukunft, een socialistisch tijdschrift dat Höchberg uitgaf. Vanaf 1880 was Bernstein actief bij een ander socialistisch blad, Der Sozialdemokrat. Deze was in Duitsland verboden en werd daarom in Zürich gedrukt en de grens over gesmokkeld. Na verloop van tijd zette de Duitse regering de Zwitserse Bondsraad onder druk en in 1888 moest Bernstein het land verlaten. Hij vestigde zich in Londen, waar hij nauw contact onderhield met Friedrich Engels.
In Londen schreef hij veel, voornamelijk over de problemen van het socialisme en de hiaten in de leer van Karl Marx. Bernstein profileerde zichzelf als revisionist. Hij nam afstand van het traditionele marxistische idee dat alleen een revolutie de kans biedt om de positie van het proletariaat blijvend te verbeteren. Deze ideologische omwenteling bracht grote discussie teweeg binnen de SPD. Onder andere Bebel, Liebknecht, Karl Kautsky en Rosa Luxemburg namen stelling tegen Bernsteins theorieën en bleven Marx trouw. Later, op het partijcongres te Hannover in 1899 werd Bernsteins meest invloedrijke werk, Die Voraussetzungen des Sozialismus und die Aufgaben der Sozialdemokratie, bediscussieerd.
Het aftreden van Bismarck in 1890 gaf de sociaaldemocraten in Duitsland weer wat lucht. De Socialistenwetten werden afgeschaft en de SAP veranderde haar naam in de Sozialdemokratische Partei Deutschlands (SPD), de naam die ze nog steeds draagt. Op het SPD-congres in 1891 te Erfurt werd het Erfurter programma aangenomen, dat mede door Bernstein geschreven is.
Der Sozialdemokrat was inmiddels opgeheven en Bernstein was sinds 1890 correspondent in Londen voor Der Vorwärts. Negen jaar na zijn verhuizing naar Engeland trouwde hij met Regina Zadek. In 1901 werd het mandaat tot zijn inhechtenisneming niet langer verlengd en kon Bernstein veilig terugkeren naar Duitsland. Een jaar later werd hij in de Rijksdag gekozen (voor het kiesdistrict Breslau-West). Drie periodes zat hij in de Rijksdag: van 1902 tot 1907, van 1912 tot 1918 en van 1920 tot 1928. Tijdens de Eerste Wereldoorlog veranderde hij van partij en stapte over naar de net opgerichte Unabhängige Sozialdemokratische Partei Deutschlands (USPD). In deze SPD-afsplitsing, opgericht uit onvrede over de te verstrekken oorlogskredieten, kon Bernstein echter niet goed aarden tussen de vele links-extremisten (waaronder de Spartacusbond van onder andere Rosa Luxemburg). Hij keerde terug naar de SPD. In 1921 schreef hij mee aan de opvolger van het Erfurter programma, die op het congres in Görlitz werd bekrachtigd.
Eduard Bernsteins vrouw Regina stierf in 1923. Hijzelf overleed in 1932 op 82-jarige leeftijd.

## Revisionisme
Eduard Bernstein schreef in 1896 een aantal artikelen in Die Neue Zeit waarin hij bepaalde marxistische leerstellingen bekritiseerde. Deze artikelen zijn later gebundeld tot het boek Die Voraussetzungen des Sozialismus und die Aufgaben der Sozialdemokratie.
Bernstein bekritiseerde de marxistische leerstelling dat de middenstanders en zelfstandige boeren weggeconcurreerd zouden worden. Bernstein verwees naar statistische gegevens over de Verenigde Staten, Groot-Brittannië, Duitsland en Frankrijk waaruit bleek dat het aantal kleine bedrijven juist was toegenomen en dat de landbouw hoofdzakelijk bestond uit kleine bedrijven. Volgens Bernstein veroorzaakte ook de groei van naamloze vennootschappen een toename van het aantal aandeelhouders.
Bernstein bestreed het idee dat het kapitalisme aan de vooravond stond van de ondergang. Volgens Bernstein had Marx in zijn hegeliaanse periode aangenomen dat het kapitalisme vervangen zou worden door een andere samenleving en had hij pas daarna een economische theorie rond dit dialectische deterministische schema gebouwd. Volgens Bernstein was de theorie van toenemende ellende (verelendung) onjuist, omdat de lonen waren gestegen in de laatste decennia van de negentiende eeuw.
Bernstein vond dat de partij zich moest richten op de invoering van arbeidsrechten en sociale voorzieningen. Volgens Bernstein zou de SPD zich moeten beschouwen als “een democratische-socialistische hervormingspartij.”

## Werken
- Probleme des Sozialismus (serie artikelen, 1896)
- Die Voraussetzungen des Sozialismus und die Aufgaben der Sozialdemokratie (1899)
- Die Geschichte der Berliner Arbeiterbewegung:
- Teil 1: Vom Jahre 1848 bis zum Erlaß des Sozialistengesetztes (1907)
- Teil 2: Die Geschichte des Sozialistengesetzes in Berlin (1907)
- Die Arbeiterbewegung (1910)
- Die Berliner Arbeiterbewegung von 1890 bis 1905 (1924)
- Sozialdemokratische Lehrjahre (1928)
- Der Streik (1920)
- Was ist Sozialismus? (1922)
- Die Deutsche Revolution von 1918/19

- Bibsys: 90158574
- Biblioteca Nacional de España: XX855599
- Bibliothèque nationale de France: cb12334536x (data)
- Catàleg d'autoritats de noms i títols de Catalunya: 981058524608706706
- CiNii: DA00504070
- Gemeinsame Normdatei: 118509993
- Historisch woordenboek van Zwitserland: 028327
- International Standard Name Identifier: 0000 0001 2144 6165
- Library of Congress Control Number: n50007683
- Nationale Bibliotheek van Letland: 000077882
- Bibliotheek van het Japanse parlement: 00433127
- Nationale Bibliotheek van Tsjechië: jn19990009502
- Nationale bibliotheek van Australië: 35017967
- Nationale Bibliotheek van Israël: 987007258675105171
- Nationale Bibliotheek van Polen: a0000001186551
- Nationale en Universitaire bibliotheek Zagreb: 000029348
- Nederlandse Thesaurus van Auteursnamen: 068267738
- LIBRIS: 178089
- SNAC: w6p00jn5
- Système universitaire de documentation: 032286201
- Trove: 792475
- Virtual International Authority File: 97094059
- WorldCat: E39PBJwdjgFfXKBb4wpkkk6tKd